# Fundu Moldovei
Fundu Moldovei là một xã thuộc hạt Suceava, România. Dân số thời điểm năm 2002 là 4160 người.